# أتلانتيك بيتش
أتلانتيك بيتش (بالإنجليزية: Atlantic Beach)‏ هي مدينة أمريكية تقع في ولاية فلوريدا. تبلغ مساحة هذه المدينة 33.7 (كم²)،ويبلغ عدد سكانها 13368 نسمة حسب إحصاء سنة 2010 م 13368.تشير إحصاءات سنة 2000م بأن الكثافة السكانية في هذه المدينة تقدر بـ(396.7) نسمة/كم2 

## أعلام
- ليندن أشبي
- إل. باتريك غراي
- جون تي هايوارد
- ويتني تومسون
- ويلارد جاي سميث